# باشگاه ورزشی تیماناوا
باشگاه ورزشی تیماناوا یک باشگاه فوتبال در مائاتیا، موئورئا، تاهیتی است. آنها در حال حاضر پس از گذراندن چندین سال در لیگ محلی موئورئا، در لیگ ۲، دسته دوم فوتبال تاهیتی بازی می‌کنند. آنها بازی‌های خانگی خود را در ورزشگاه مائاتیا انجام می‌دهند.
با قهرمانی در جام حذفی تاهیتی، این تیم به لیگ قهرمانان اقیانوسیه ۲۰۰۷ صعود کرد؛ که این تیم را تبدیل به تنها تیمی از موئورئا می‌کند که توانسته در رقابت‌های بین‌المللی شرکت کند.